# Pian Camuno
Pian Camuno (lombardul: Plà) település Olaszországban, Lombardia régióban, Brescia megyében. Lakosainak száma 4759 fő (2023. január 1.). Pian Camuno Artogne, Costa Volpino, Rogno és Pisogne községekkel határos.

## Népesség
A település lakossága az elmúlt években az alábbi módon változott:
| Lakosok száma | 4673 | 4682 | 4759 |
|               | 2017 | 2018 | 2023 |